# Gail Sherriff Chanfreau
Gail Sherriff Chanfreau (Bondi, 3 aprile 1945) è una tennista australiana.

## Biografia
Di nazionalità australiana per nascita, per matrimonio acquistò quella francese. Durante la sua carriera vinse per quattro volte il doppio al Roland Garros: nel 1967 in coppia con Françoise Dürr vincendo la coppia formata da Annette Van Zyl e Pat Walkden in due set (6-2, 6-2), nel 1970, vinse Rosemary Casals e  Billie Jean King per 6–1, 3–6, 6–3, nel 1971 trionfò su Helen Gourlay Cawley e Kerry Harris in due set, 6–4, 6–1 e infine anni dopo nel 1976) dove in coppia con Fiorella Bonicelli sconfisse Kathy Harter e Helga Niessen Masthoff per 6–4, 1–6, 6–3.
A Wimbledon giunse per due volte in semifinale, una nel 1971 l'altra nel 1975. Negli Open degli USA nel 1971 giunse in finale e negli Australian Open per due volte in semifinale.
Nel singolo il suo miglior piazzamento fu il quarto di finale all'Australian Open del 1972 dove venne sconfitta da Kerry Harris.